# Antonio González Velázquez
Antonio González Velázquez (Madrid, 1723 - Madrid, 1794) va ser un pintor espanyol.

## Biografia
Fill de l'escultor Pablo González Velázquez, el 1747 va començar la seva formació com a pintor al taller del seu pare, i més endavant va marxar pensionat a Roma gràcies a una beca de la Reial Acadèmia de Belles Arts de San Fernando, sota el mestratge de Corrado Giaquinto. L'any següent va realitzar els frescos de l'església dels Trinitaris Calçats de la Via Condotti de Roma.
El 1752 va tornar a Espanya i un any després va col·laborar en la pintura dels murs de l'església de l'Encarnació de Madrid i de la cúpula sobre la capella de la Basílica del Pilar de Saragossa. El seu prestigi va augmentar fins al punt de ser nomenat pintor de cort el 1757, pel que el van contractar per col·laborar en la decoració del Palau Reial de Madrid, amb una pintura al·legòrica al sostre de l'antecambra de la Reina. No gaire després, el 1765, fou ascendit per Carles III d'Espanya al càrrec de director de l'Acadèmia de San Fernando.
Va treballar la resta de la seva vida juntament amb Francisco Bayeu i altres pintors en l'elaboració de cartrons per a la Reial Fàbrica de Tapissos de santa Bàrbara sota la direcció d'Anton Raphael Mengs. Mor a Madrid el 1794.